# Рада по вивченню продуктивних сил України НАН України
Ра́да з ви́вчення продукти́вних сил Украї́ни Націона́льної ака́демії нау́к Украї́ни (РВПС) — одна з найбільших, найстаріших і найавторитетніших наукових установ України серед науково-дослідних закладів економічного профілю, яка проіснувала до 2010 р. Ухвалою Президії НАН України у 2010 р. РВПС було ліквідовано і на її базі створено Інститут економіки природокористування та сталого розвитку НАН України, директором призначено академіка НААН України М. А. Хвесика.

## Історія
у 1921–1926 роках діяла КВПБУ («Комісія з вивчення природних багатств України»), тепер — РВПС.
Рада для вивчення продуктивних сил УРСР створена 1934 року при Президії Всеукраїнської АН під назвою Рада для вивчення виробничих сил України. Першим головою РПС був Олександр Шліхтер, заступник М. Світальський, чл. Є. Оппокгв, Є. Патон, С. Семковський та О. Фомін; серед співробітників були: К. Воблий, М. Птуха, Я. Фейгін, Ю. Кривченко та ін.
Завданням РПС було включення наукових сил ВУАН у систему планування народного господарства, планування науки в ВУАН й координація праці інших науково-дослідних установ для виявлення природних багатств України, дослідження комплексних проблем «Великого Донбасу», «Великого Дніпра», рудень Криворіжжя й Нікополя.
У 1937—1938 РПС пережила велику чистку і багатьох її членів було репресовано.
РПС відновлено щойно 1947; її очолювали П. Погребняк, П. Першин і (з 1967) М. Паламарчук. Завданням відновленої РПС було планування комплексних проблем розвитку й використання природних ресурсів окремих районів УРСР місцевого значення, зокрема використання малих рік, місцевих джерел палива, місцевих будівельних матеріалів, хімічних добрив, боротьба з посухою на півдні України, розвиток господарства Полісся та Західної України, легкої, цукрової, скляної й порцеляно-фаянсової промисловості тощо. РПС координувала роботу в цих ділянках різних інститутів АН УРСР, науково-дослідних інститутів міністерств та університетів. 1959 року РПС перетворено на науково-дослідну установу з правами інституту АН УРСР.
У 1961-62 РПС розробила комплекс питань розвитку газової промисловості України.
1963 її виділено з системи АН і передано Держпланові УРСР з завданням бути головною науково-дослідною й координаційною установою та методологічним центром з проблем економічного районування і розміщення продуктивних сил України.
1966 РПС повернуто у підпорядкування Президії АН УРСР і додано завдання — передбачати розвиток та районування економіки УРСР на майбутнє.
У 1960-их роках РПС розробила ряд схем розвитку, й розміщення провідних галузей промисловості і сільського господарства України на 1970 — 80, які були використані у складанні державних планів СРСР і УРСР.
З 1970 РПС опрацьовує методику перспективного планування, комплексні моделі розвитку економіки України та її окремих районів до 1990 і 2000. За останній час пожвавилася і покращала якісно видавнича діяльність РПС.

## Праці
З'явилися друком праці керівних працівників РПС: Г. Якуші, І. Мукомеля, М. Семененка, І. Кугукала, С. Бухала, П. Волобоя, О. Храмова, І. Романенка, Ф. Хилюка, В. Кальченка, Г. Доленка, І. Лукінова, Г. Градова, Л. Корецького, В. Білозерова, В. Поповкіна, Г. Доброва, М. Шрага та ін. Протягом 1965-70 РПС видала 13 випусків збірника «Розміщення продуктивних сил Української PCP». РПС має (1971) 15 наукових відділів (1962 — 9), у яких працює близько 100 науковців.